# Orde d'Alcántara
L'orde d'Alcántara és un orde militar creat el 1154 al regne de Lleó, d'àmbit quasi exclusivament extremeny.

## Fundació com a Orde de Sant Julià del Pereiro
El seu origen és fosc. Hauria estat fundada a la riba del riu Côa, a la Beira Alta (Portugal) amb el nom d'Orde de Sant Julià del Pereiro per Suero Fernández Barrientos i el seu germà Gómez Fernández. Són esmentats en 1176, en una concessió del rei Ferran II de Lleó, però sense al·ludir al seu caràcter militar. Són coneguts per primera vegada com orde militar per un privilegi del papa Celestí III en 1197. Es va configurar com a orde militar segons el model dels templers i seguien la regla cistercenca.
L'Orde de Pereiro va ajudar el rei a les seves campanyes militars, per la qual cosa Ferran II li va donar la seva protecció mitjançant un privilegi. Gómez Fernández va obtenir l'aprovació papal de Papa Alexandre III mitjançant butlla del 29 de desembre de 1177. Volent expandir l'orde al Regne de Castella, els cavallers de Pereiro s'oferiren a Alfons VIII de Castella per a la campanya que planejava cap a Extremadura. En ella van conquerir Trujillo.

## Conquesta d'Alcántara i naixement de l'Orde d'Alcántara
Alcántara, un poble a la vora del Tajo a Extremadura era un camp de conflicte entre els musulmans i cristians d'Espanya durant el segle xii. Presa primer pel rei de Lleó en 1166, Ferran II, va caure de nou en mans dels musulmans el 1172; no va ser recuperada sinó fins al 1213 quan va ser presa per Alfons IX de Lleó, el fill de Ferran.
Per a poder defensar la conquesta, el rei va recórrer als ordes militars i lliurà la vila a l'orde de Calatrava perquè hi fundés un convent que fos cap d'aquest orde a Lleó. Però quatre anys més tard els cavallers van sentir que Alcántara era massa lluny de les fundacions castellanes de Calatrava. El 1218, el mestre de Calatrava, Martín Fernández, i el de Sant Julià del Pereiro, Nuño Fernández, establiren un acord pel qual el primer lliurava al segon la vila d'Alcántara i tots els béns de l'orde en el regne de Lleó a canvi de quedar l'orde del Pereiro sotmès a la visita del de Calatrava. Des d'aleshores començà a ésser anomenat Orde d'Alcántara. Com la de Calatrava, professava la regla cistercenca i feia servir el mateix hàbit, blanc i amb la creu de Calatrava, de la qual es va canviar el color, de vermell a verd, per a diferenciar-les.
L'orde va participar en la presa d'isbiliya en 1248.

## Declivi
El càrrec de gran mestre es va convertir en la meta d'aspirants rivals. Van emprar l'espasa uns contra altres, a pesar del vot de fer-lo únicament en guerra contra els infidels. En 1318, el castell d'Alcántara presentava el lamentable espectacle del Gran Maestre, Ruy Vaz, sent assetjat pels seus propis Cavallers, donats suport pel gran Mestre de Calatrava. Aquesta divisió, en conjunt, mostrava no menys de tres grans mestres en contesa, donats suport respectivament pels cavallers, els cistercencs i pel rei. Tals exemples mostraven clarament en el que s'havia convertit l'esperit monàstic.
Els reis, pel seu costat, no van dubtar a prendre part activa en l'elecció del gran mestre, que podia donar un valuós suport a l'autoritat real. El 1409 Ferran d'Antequera, regent de Castella, va triomfar a l'assolir que el seu fill Sancho, un nen de vuit anys, es convertís en el Gran Mestre d'Alcántara. Intervencions com aquest van continuar fins a 1492, quan el papa Alexandre VI va investir el rei Ferran el Catòlic amb el gran mestratge d'Alcántara per a tota la seva vida.
Els seus cavallers obtingueren el permís de contreure matrimoni el 1540. El 1495 el mestre de l'orde, Juan de Zúñiga, renuncià a favor dels Reis Catòlics per tal que aquests en poguessin ésser nomenats administradors. Era constituït per cinc dignitats a més del mestre: prior, comanador major, clavari, sagristà major i prior de Magacela.
Hi havia no menys de trenta-set comandes, amb 53 castells o poblats. El 1808, sota el domini francès, les rendes d'Alcántara van ser confiscades, i van ser retornades només en part el 1814, després de la restauració de Ferran VII.

## Mestres
Carlos de Ayala Martínez considera 37 mestres. A L'Enciclopèdia Espasa (volum 4, pag. 247) es donen també 37 mestres però s'inclou a més a més un interí (1473), de nom Francisco de Solis.
- Suero Fernández Barrientos (1156-1174)
- Gómez Fernández Barrientos (1174-1200) (c.1175-1216)
- Benito Suárez (1200-1208) (1200-1216)
- Nuño Fernández (1208-1219) (1218-1219), que va rebre els béns de l'orde de Calatrava al regne de Lleó incloent la important fortalesa d'Alcántara el 12184[3]
- Diego García Sánchez (1219-1227)
- Arias Pérez (1227-1234), conquerí Magacela
- Pedro Yáñez (Pedro Ibáñez) (1234-1254)
- García Fernández de Barrantes (1254-1284)
- Fernando Páez (1284-1292)
- Fernando Pérez Gallego (1292-1294) (1292-1298)
- Gonzalo Pérez (1296-1312) (1298-1316)
- Ruy Vázquez (Rodrigo Vázquez)(1312-1318))(1316-1318)
- Suero Pérez Maldonado (1318-1334) (1318-1335)
- Ruy Pérez Maldonado (1334-1335)
- Fernando López (1335)
- Suero López (1335)
- Gonzalo Martínez de Oviedo (1337-1338)
- Nuño Chamizo (1338-1343)
- Peralonso Pantoja (1343-1346)
- Fernán Pérez Ponce de León (1346-1355)
- Diego Gutiérrez de Ceballos (1355)
- Suero Martínez Aldama (1355-1361)
- Gutierre Gómez de Toledo (1361-1364)
- Martín López de Córdoba (1364-1369)
- Pedro Muñiz de Godoy (1369)
- Melendo Suárez (1369-1371)
- Ruy Díaz de la Vega (1371-1375)
- Diego Martínez (1375-1383)
- Diego Gómez Barroso (1383-1384)
- Gonzalo Núñez de Guzmán (1384-1385)
- Martín Yáñez de la de la Barbuda (1385-1394)
- Fernando Rodríguez de Villalobos (1394-1408)
- Sancx d'Aragón i Castella (1408-1416)
- Juan de Sotomayor (1416-1432)
- Gutierre de Sotomayor (1432-1456)
- Gómez de Cáceres y Solís (1457-1470)
- Alonso de Monroy (1471-1473)
- Juan de Zúñiga (1473-1492)